# Albugo (fong)
Albugo, Gènere de ficomicets paràsits. Es destaca l'espècie Albugo candida, agent causal de la malaltia coneguda comunament com a rovell blanc, un paràsit deformador de crucíferes (cols, violers, etc.). Albugo laibachii és un paràsit del gènere Arabidopsis.
Albugo és l'únic gènere dins la família Albuginàcia (Albuginaceae).

## Símptomes
Causa deformacions i úlceres en les plantes. Es presenten en forma d'ampolles blanques a la cara superior dels fulls i pústules eflorescents blanques a la cara inferior.
Es desenvolupa formant conidiòfors que travessen els teixits de l'hoste formant cadenes de cèl·lules esfèriques plurinucleades.
En les crucíferes els fulls envaïts groguegen pel feix i després presenten taques brunes; en el revés es produeixen ampolles que, en trencar-se, desprenen un pols blanc farinós. Els fulls molt afectats s'assequen i cauen.

## Espècies atacades
És un paràsit obligat que causa malalties en Brassicaceae, Convolvulaceae i altres famílies. Infecta espècies conreades com la col de cabdell i la col.

## Espècies
- Albugo candida